# Трактат о возникновении романов

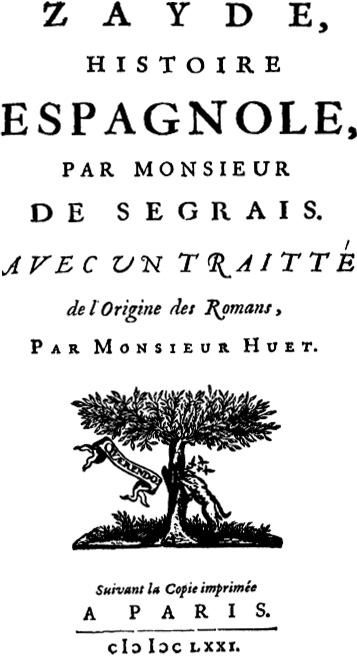
Титульный лист первого издания романа М. М. де Лафайет «Заида» с приложением письма-трактата Юэ

Трактат о возникновении романов (фр. Traitté de l'origine des romans) — сочинение французского писателя XVII века Пьера Даниэля Юэ. «По существу, это манифест в защиту нового жанра», где прослеживается история романа со времен античности и до 1660-х годов. Но значение трактата выходит за рамки собственно исследования по истории данного жанра, поскольку в нём в той или иной степени затрагиваются многочисленные «литературные памятники», включая басни Эзопа, Старшую и Младшую Эдды и поэзию трубадуров.

## История создания и публикации
Трактат был опубликован первоначально (1666) брошюрой, а позже, в 1669, в качестве предисловия к роману Мадам де Лафайет «Заида». Он оформлен как послание, обращенное к писателю Жану Реньо де Сегре, уроженцу Кана, с которым Юэ связывала тесная дружба.

## Состав
В первом разделе трактата сформулированы общие положения, отражающие направление развития французского классицизма и до известной степени близкие гедонистической тенденции, защищаемой молодыми писателями 1660-х, с которыми у Юэ в этот период завязались личные связи. Здесь дается определение романа: «вымышленные любовные истории, искусно написанные прозой для удовольствия и назидания читателей». Далее следует рассуждение о пользе романов, амплифицирующее традиционный риторический топос «развлекая, поучать».
Вторая часть обосновывает происхождение романов из религиозных притч, призванных передать тайное знание.
Третья часть переходит непосредственно к античному роману. Здесь Юэ задает перечислительный канон, который неизбежно воспроизводится до сих пор: «милетские повести», «История Александра Великого», Антоний Диоген, Лукий из Патр, Ямвлих, Лукиан Самосатский, Гелиодор (в соответствии с барочным вкусом эпохи Юэ считает его «Эфиопику» незыблемым образцом), Ахилл Татий, «Варлаам и Иосафат», Лонг, Петроний, Апулей. Сюда же Юэ подверстывает византийца Евматия Макремволита и даже Марциана Капеллу с его «Браком Филологии и Меркурия» (на основании его предполагаемого сходства с «Сатириконом»). Существенное место Юэ уделяет роману «О подлинной и совершенной любви», изданному в 1599 году «в переводе с греческого» и приписанному Афинагору; как выяснилось позже, это была мистификация, осуществленная, возможно, «переводчиком» — историком Мартеном Фюме.
Четвертая часть посвящена рыцарскому роману. Очевидно, Юэ был знаком только с поздними, ренессансными и современными ему версиями; симптоматично, что он вообще не называет имя Кретьена де Труа. Лаконично упомянуты средневековые романы и жесты о Гарене Лотарингском, Тристане, Ланселоте Озерном, Мерлине, Артуре, Персевале, Персефоресте. Не слишком одобрительно автор трактата отзывается о "народной книге", о Тиле Уленшпигеле и «Романе о семи мудрецах». Отдавая дань таланту Сервантеса, Юэ анализирует «Дон Кихота» в первую очередь как ценный источник для изучения испанской романной традиции (к которой относятся «Амадис Гальский», «Пальмерин Английский», «Тирант Белый» и пр.). Юэ правильно этимологизирует само слово «роман» (в отличие от своего предшественника Джиральди). Впрочем, как того требовал дух времени, автор трактата усматривает в рыцарском романе «восточное» (арабское) влияние — мнение, которое поддерживалось до начала XX века.
В заключительной части Юэ хвалит недавно созданные во Франции образцы жанра, очищенные от варварства и исполненные галантности: «Астрею» Оноре д’Юрфе, произведения Жан-Пьера Камю, а также произносит настоящий панегирик романам Мадлен де Скюдери — писательницы прециозного направления. Таким образом, в трактате Юэ с наглядностью отразилась тенденция к сближению прециозности и «ученого» классицизма.

## Русский перевод
- Письмо—трактат Пьер—Даниэля Юэ о происхождении романов. Пер. О. Е. Ивановой, Л. А. Сифуровой // Лафайет М. М. де. Сочинения. — М., Ладомир—Наука, 2007. — С. 375—424.